# Banquet
|  | Per a altres significats, vegeu «El convit». |

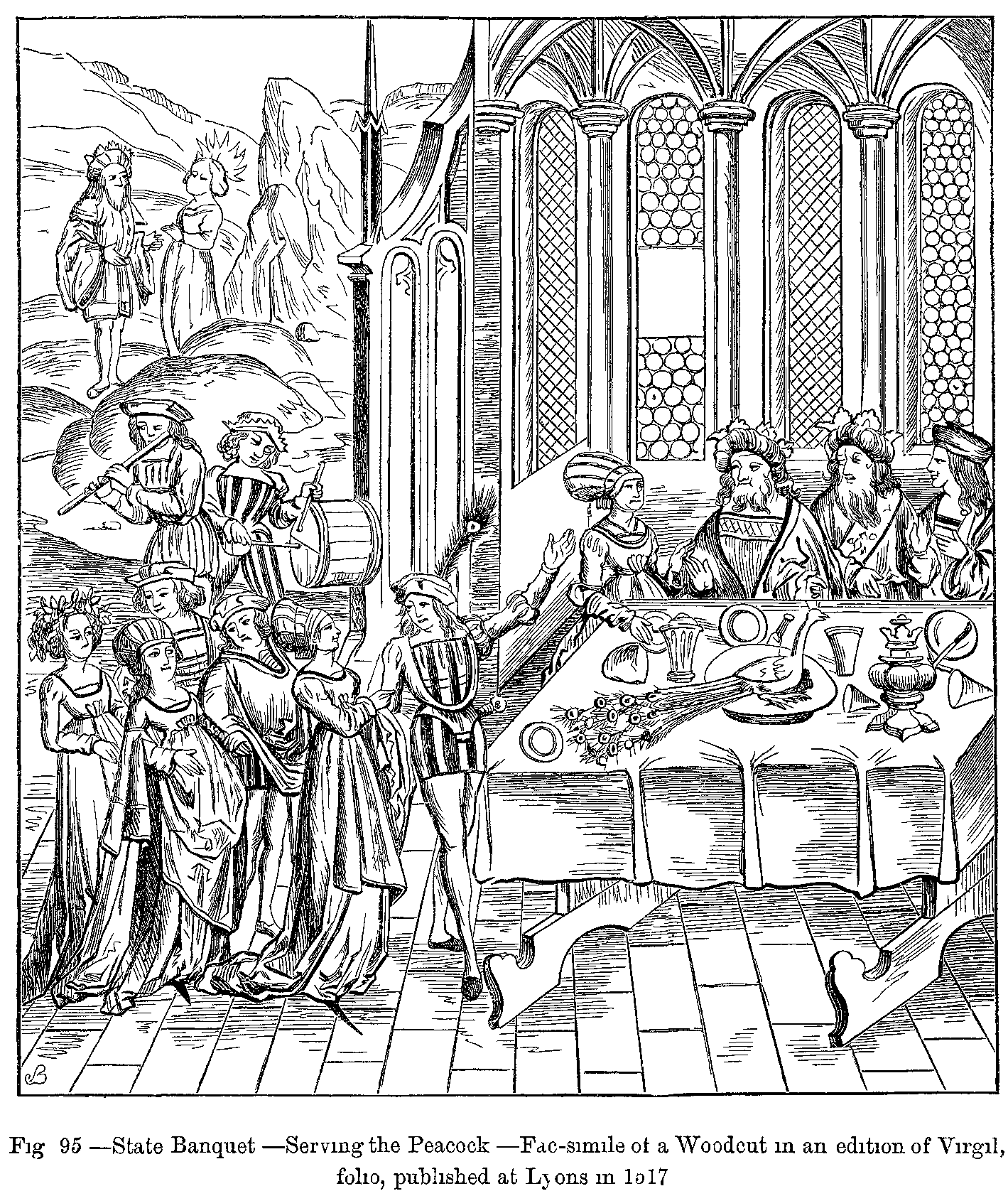
Banquet d'Estat (Servint el paó). Facsímil d'una xilografia d'una edició de Virgili

Un banquet o convit és un àpat o festa pública generalment celebrada a l'aire lliure, que es completa amb plats principals i postres. Normalment té un propòsit festiu o de celebració, com ara la celebració d'un esdeveniment familiar, un casament o una cerimònia. Un dels principals objectius del banquet és la reunió a l'entorn d'una taula i el delit comú dels sentits, no és llavors estrany que la importància d'un banquet s'arribi a mesurar pel nombre de convidats. La persona que convoca, organitza i paga el banquet es denomina amfitrió.

## Història

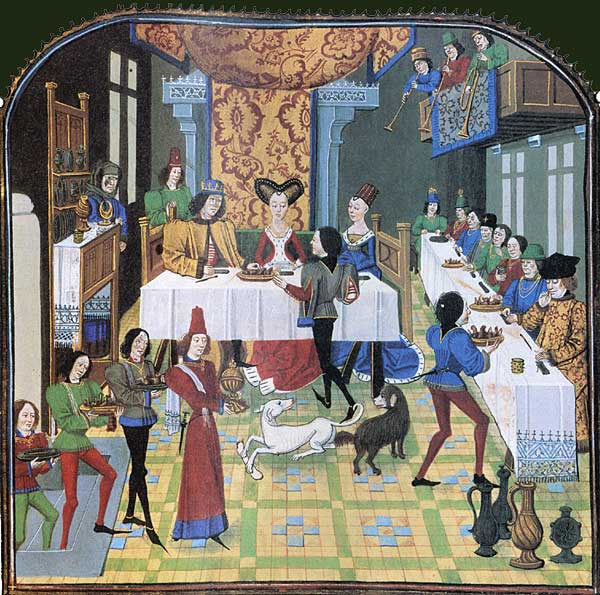
Entrada processional a un banquet francès del segle XV

A l'antiga Grècia se celebraven diversos banquets amb objectiu purament festiu com poden ser les solteries i els simposis que han quedat reflectits en la literatura (El convit dels diàlegs de Plató) i els gravats de l'època (per exemple en les representacions de la necròpoli de Tarquínia). Les saturnalis (Saturnalia) foren una festa romana dedicada al deu Saturn, que se celebrava cada any el dia 17 de desembre. Els banquets de l'edat mitjana i el Renaixement europeu se celebraven en les classes més pudents i en la majoria dels casos servien a finalitats pràctiques al poder, en ells es tancaven pactes, aliances i convenis, reconciliacions entre enemics, etc.

## Tipus de banquets

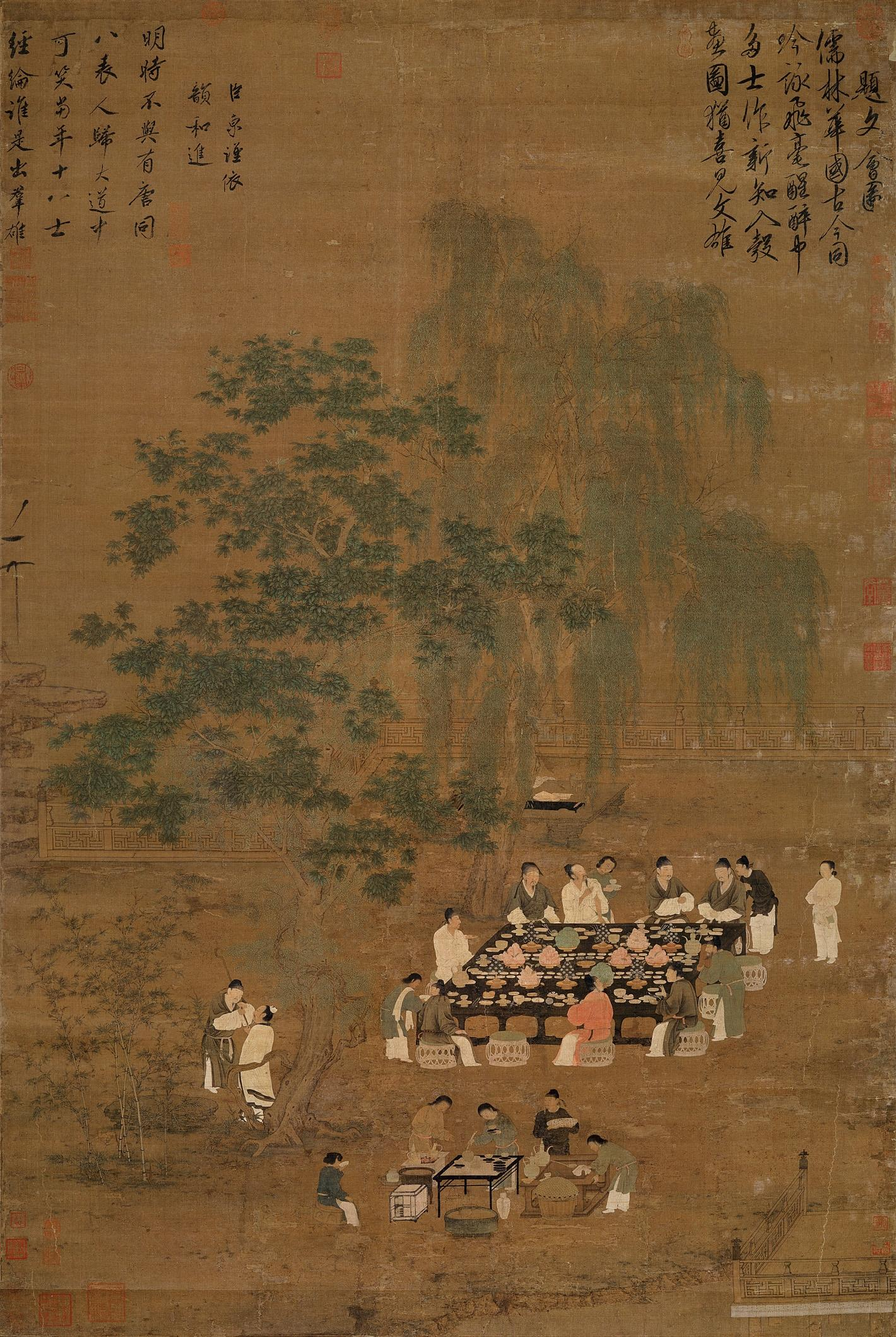
Una pintura xinesa d'un banquet a l'exterior, pertanyent a l'era de la dinastia Song (960-1279).

De vegades existeixen banquets sacrificials (dedicats a fer ofrenes o sacrificis d'animals: hecatombes thysia) i també els banquets funeraris dedicats a compartir entre familiars i amics l'últim record comú de la persona que ha mort. Els romans celebraven banquets de la mateixa manera, les saturnals. Existeix de forma molt estesa per totes les cultures de la terra el banquet de casaments o banquet nupcial en el qual es congreguen familiars i amics d'ambdós cònjuges i celebren el matrimoni. En algunes ocasions l'amfitrió vol mostrar el pas d'una etapa com és el banquet de la festa de quinze anys a Mèxic, on una noia que passa aquesta edat ofereix a familiars un dinar per celebrar-ho. En algunes cultures el banquet se celebra en petites comunitats de veïns a l'entorn d'una graella, com poden ser els khorovats tan celebrats pels armenis o les barbacoes turques.
Alguns banquets són purament familiars, tan sols els integrants de la família hi participen. Per exemple el sopar d'acció de gràcies americà i el sopar de Nadal. D'altres són purament religiosos i la seva simbologia porta a la memòria dels assistents certs records del passat, com pot ser el Plat del Séder i la commemoració de la Pasqua Jueva. Amb el mateix simbolisme místic trobem el Dziady que és un festival eslau per commemorar els morts.
Els àpats comunitaris són convits reglats, és a dir, que tenen una data i uns plats determinats, estan oberts a tothom i els promouen els municipis i entitats. Aquests àpats es reparteixen pels Països Catalans i per Andorra al llarg de tot l'any, encara que es concentren sobretot durant els mesos d'hivern, amb festes com les de Sant Antoni Abat i Carnaval.

## Banquets al món
Algunes gastronomies al món usen els banquets més que d'altres, per exemple les gastronomies dels pobles nòmades són més reticents a aquest tipus de celebracions. A Àsia es té la tradició xinesa en la qual se celebren dos tipus de convits: l'estil hoe (ho tsai) i el formal (jiu shi); els banquets xinesos poden ser molt elaborats i amb menjars molt diversos. A Europa un dels banquets més populars se celebra a Alemanya en forma d'adoració a la cervesa, l'Oktoberfest de Múnic.

## Banquets a l'art
- El Sant Sopar de Leonardo da Vinci
- El banquet de les noces de Pieter Brueghel el Vell (1566-1567)
- El banquet dels déus de Giovanni Bellini

## Cuiners de banquets
- François Vatel
- Eduardo Pondal